# لین کوو
لین کوو (به انگلیسی: Lane Cove) یک حومه شهر در استرالیا است که در نیو ساوت ولز واقع شده‌است.